# Noorderpolder (Noorddijk)
De Noorderpolder is een voormalig waterschap in de provincie Groningen. De polder was ontstaan in 1865 als fusie van de Noordermolenpolder en de Ridderburgstermolenpolder.
De polder lag even ten westen van Noorddijk en was omgeven door het Noorddijkstermaar (de grens met de gemeente Bedum) in het noorden, het Kardingermaar (ook wel de Borgsloot genoemd) in het oosten, de Stadsweg in het zuiden en de Dwarsdijk in het zuiden. De wijk Lewenborg beslaat tegenwoordig een deel van de polder. De wijk Drielanden ligt er geheel in. De molen, de nog steeds functionerende Noordermolen, sloeg uit op de Borgsloot. Voor 1865 had het schap een tweede molen, de Ridderburgstermolen. 
Waterstaatkundig gezien ligt het gebied sinds 1995 binnen dat van het waterschap Noorderzijlvest.